# USS Onondaga (1863)
Pour les autres navires du même nom, voir USS Onondaga.
L'USS Onondaga est un monitor fluvial construit pour l'Union Navy durant la guerre de Sécession. Il participe ainsi au blocus de l'Union au large de la Virginie durant les dernières années de la guerre. En 1867, il est revendu à la France qui le met en service en 1869 comme cuirassé garde-côtes. Il est finalement rayé des listes en 1904.

## Conception
L'Onondaga est conçu selon le système de tourelles inventé par l'ingénieur John Ericsson. Sa ceinture blindée est épaisse de 125 mm, grâce à la superposition de 5 plaques de tôle de 25 mm. Les tourelles, elles, sont protégées par 12 de ces plaques, soit un blindage de 300 mm. Le monitor, long de 69,68 m et large de 15,60 m, peut atteindre la vitesse de 7,07 nœuds (13,1 kilomètres par heure) grâce à ses 2 hélices, mues par 2 machines alternatives à deux cylindres à bielle renversée. Sa plateforme n'est élevée que de 60 cm au-dessus du niveau de l'eau.

## Histoire

### Dans la Marine de l'Union
La construction de l'USS Onondaga commence en 1862, au chantier de Continental Iron Works (en) à Greenpoint près de New York. Le monitor est lancé le 23 juillet 1863 et entre en service dans l'Union Navy le 24 mars 1864. Pendant la Guerre de Sécession, il participe au blocus de l'Union et pendant l'avancée du général Grant il se distingue au large de Richmond le 21 juin 1864, et le 25 janvier 1865 il affronte les monitors confédérés Virginia II (en) et Richmond (en) sur la James River. Il est finalement retiré du service le 8 juin 1865 et mis en réserve au Philadelphia Navy Yard. Le 7 mars 1867, le navire est revendu à son constructeur, G. W. Quintard, qui le revend à la France.

### Dans la Marine française
L'Onondaga et le Rochambeau (ex-USS Dunderberg) sont rachetés par la France en 1867, pour une somme totale de 14 546 943 francs (l'Onondaga coûtant à lui seul 4 330 600 francs). Le capitaine de frégate Devarenne va alors en prendre le commandement, et le voyage vers la France va s'avérer plus long que prévu. En effet, durant le transfert de New York à Halifax, le monitor prend l'eau et doit passer l'hiver dans ce dernier port. Remorqué par l'Européen et escorté du Volta, il appareille finalement le 17 juin 1868, et arrive à Brest le 2 juillet, après une traversée satisfaisante. Les essais débutent en 1869, puis le navire est placé en réserve. Il est réarmé en juillet 1870 et subit d'autres essais. En 1898 il est commandé par le capitaine de frégate Guiberteau. Durant ses dernières années, l'Onondaga sert de défense mobile à Saint-Malo. Rayé des listes le 2 décembre 1904, il est vendu à Brest pour y être démoli.